# 엄상익
엄상익(1954년 5월 11일 ~ )은 대한민국의 변호사이다.

## 학력
- 경기고등학교
- 고려대학교 법학과(졸업)

## 방송
- 1998년 SBS 다큐 사건파일

## 경력 사항
- 변호사 엄상익 법률사무소 변호사
- 동아일보 칼럼니스트
- 좋은생각 칼럼니스트
- 주간동아 칼럼니스트
- 월간조선 칼럼니스트